# Comuna Cervone, Sumî
Cervone (în ucraineană Червоне) este o comună în raionul Sumî, regiunea Sumî, Ucraina, formată din satele Barvinkove, Cervone (reședința), Hirne și Jovtneve.

## Demografie
Componența lingvistică a comunei Cervone
     Ucraineană (93,67%)
     Rusă (6,03%)
     Alte limbi (0,09%)
Conform recensământului din 2001, majoritatea populației comunei Cervone era vorbitoare de ucraineană (93,67%), existând în minoritate și vorbitori de rusă (6,03%).